# Karyna Demidik
Karyna Demidik (10 de febrero de 1999) es una deportista de Bielorrusia que compite en atletismo. Ganó una medalla de oro en el Campeonato Mundial de Atletismo Sub-20 de 2018, en la prueba de salto de altura.